# Szymanowski, Maciejewski: Drrrum dana dam (Pieśni kurpiowskie)
Szymanowski, Maciejewski: Drrrum dana dam – Pieśni kurpiowskie (Polish Songs from Kurpie) – album Chóru Kameralnego UMFC pod dyrekcją Krzysztofa Kusiela-Moroza z udziałem solistów (Adrianna Żołnierczuk, Aleksander Słojewski, Irena Gulewicz i Kacper Szemraj), z wykonaniem a cappella dwóch cykli pieśni kurpiowskich skomponowanych przez Karola Szymanowskiego i Romana Maciejewskiego. Płyta ukazała się 28 stycznia 2019 pod szyldem DUX Recording Producers (nr kat. DUX 1548). Nominacja do Fryderyka 2020 w kategorii Album Roku Muzyka Chóralna.

## Lista utworów
- Karol Szymanowski - 6 pieśni kurpiowskich na chór mieszany a cappella 
  - 1. Hej, wółki moje [2:17]
- Roman Maciejewski - Pieśni kurpiowskie na chór mieszany a cappella 
  - 2. A cemu [4:05]
- Karol Szymanowski - 6 pieśni kurpiowskich na chór mieszany a cappella 
  - 3. Niech Jezus Chrystus bandzie pochwaluny [2:31]
  - 4. A chtóz tam puka [3:13]
  - 5. Wyrzundzaj sie dziwce moje [2:47]
- Roman Maciejewski - Pieśni kurpiowskie na chór mieszany a cappella 
  - 6. Nie mój ogródusek [2:25]
- Karol Szymanowski - 6 pieśni kurpiowskich na chór mieszany a cappella 
  - 7. Bzicem kunia [2:43]
  - 8. Panie muzykancie, prosim zagrac walca [2:38]
- Roman Maciejewski - Pieśni kurpiowskie na chór mieszany a cappella 
  - 9. Powolniak [2:30]
  - 10. Kozak kurpiowski [1:22]

## Wykonawcy
- Chór Kameralny Uniwersytetu Muzycznego Fryderyka Chopina - śpiew chóralny
- Krzysztof Kusiel-Moroz - dyrygent
- Adrianna Żołnierczuk - sopran
- Aleksander Słojewski - tenor
- Irena Gulewicz sopran
- Kacper Szemraj - tenor